# Niccolò Gonzaga

Stemma dei Gonzaga

Niccolò Gonzaga (1608 – 6 aprile 1665) è stato un nobile e ambasciatore italiano.

## Biografia
Era figlio del principe Giordano Gonzaga, dei Gonzaga di Vescovato e di Caterina Manna.
Uomo di fiducia del duca di Mantova Carlo I di Gonzaga-Nevers, nel 1637 venne nominato suo ambasciatore presso la Serenessima Repubblica di Venezia. Nel 1649 fu a Vienna per portare a Isabella Clara d'Austria il guanto matrimoniale di Carlo II di Gonzaga-Nevers.
Nel 1636 sposò Aurelia di Leonardo Tressini (morta il 25 novembre 1669), da cui lasciò discendenza.
Morì nel 1665.

## Discendenza
Niccolò sposò Aurelia Trissino (?-1669) ed ebbero dieci figli:
- Eleonora (1648-?), sposò Giuseppe Maria Visconti
- Luigi (1647-1702), cavaliere gerosolimitano
- Anna Clara (1650-1715), monaca
- Isabella (1656-1708), sposò Francesco Ippoliti
- Gian Giordano (1640-1677), cavaliere dell'Ordine del Redentore, sposò Eleonora Manenti (?-1666)
- Margherita (1640-1695), monaca
- Elisabetta (1642-1705), monaca
- Francesco (1641-1684), sposò Teodora Pendasio
- Ferdinando (1651-1673)
- Camilla (1637-1656), sposò Bonifazio Rangoni

## Ascendenza
|                                              |   |                                            | Genitori                                        |  |  | Nonni |  |  | Bisnonni                                   |  |  | Trisnonni                              |  |
|                                              |   |                                            |                                                 |  |  |       |  |  | Sigismondo I Gonzaga, signore di Vescovato |  |  | Giovanni Gonzaga, signore di Vescovato |  |
|                                              |   |                                            |                                                 |  |  |       |  |  | Sigismondo I Gonzaga, signore di Vescovato |  |  | Giovanni Gonzaga, signore di Vescovato |  |
|                                              |   | Laura Bentivoglio                          |                                                 |  |  |       |  |  | Sigismondo I Gonzaga, signore di Vescovato |  |  |                                        |  |
| Sigismondo II Gonzaga, marchese di Vescovato |   |                                            |                                                 |  |  |       |  |  | Sigismondo I Gonzaga, signore di Vescovato |  |  |                                        |  |
|                                              |   | Antonia Pallavicini                        | Cristoforo Pallavicini, marchese di Busseto     |  |  |       |  |  |                                            |  |  |                                        |  |
|                                              |   | Antonia Pallavicini                        | Cristoforo Pallavicini, marchese di Busseto     |  |  |       |  |  |                                            |  |  |                                        |  |
|                                              |   | Antonia Pallavicini                        | Cristoforo Pallavicini, marchese di Busseto     |  |  |       |  |  |                                            |  |  |                                        |  |
| Giordano Gonzaga di Vescovato                |   | Antonia Pallavicini                        |                                                 |  |  |       |  |  |                                            |  |  |                                        |  |
|                                              |   | Guido II Rangoni, conte di Castelcrescente | Niccolò Maria Rangoni, conte di Castelcrescente |  |  |       |  |  |                                            |  |  |                                        |  |
|                                              |   | Guido II Rangoni, conte di Castelcrescente | Niccolò Maria Rangoni, conte di Castelcrescente |  |  |       |  |  |                                            |  |  |                                        |  |
|                                              |   | Guido II Rangoni, conte di Castelcrescente | Bianca Bentivoglio                              |  |  |       |  |  |                                            |  |  |                                        |  |
| Lavinia Rangoni                              |   | Guido II Rangoni, conte di Castelcrescente |                                                 |  |  |       |  |  |                                            |  |  |                                        |  |
|                                              |   | Argentina Pallavicina                      | Federigo Pallavicino, marchese di Zibello       |  |  |       |  |  |                                            |  |  |                                        |  |
|                                              |   | Argentina Pallavicina                      | Federigo Pallavicino, marchese di Zibello       |  |  |       |  |  |                                            |  |  |                                        |  |
|                                              |   | Argentina Pallavicina                      | Clarice Malaspina                               |  |  |       |  |  |                                            |  |  |                                        |  |
| Niccolò Gonzaga di Vescovato                 |   | Argentina Pallavicina                      |                                                 |  |  |       |  |  |                                            |  |  |                                        |  |
|                                              | … | …                                          |                                                 |  |  |       |  |  |                                            |  |  |                                        |  |
|                                              | … | …                                          |                                                 |  |  |       |  |  |                                            |  |  |                                        |  |
|                                              | … | …                                          |                                                 |  |  |       |  |  |                                            |  |  |                                        |  |
| Niccolò Ponzoni                              | … |                                            |                                                 |  |  |       |  |  |                                            |  |  |                                        |  |
|                                              |   | …                                          | …                                               |  |  |       |  |  |                                            |  |  |                                        |  |
|                                              |   | …                                          | …                                               |  |  |       |  |  |                                            |  |  |                                        |  |
|                                              |   | …                                          | …                                               |  |  |       |  |  |                                            |  |  |                                        |  |
| Camilla Ponzoni                              |   | …                                          |                                                 |  |  |       |  |  |                                            |  |  |                                        |  |
|                                              |   | …                                          | …                                               |  |  |       |  |  |                                            |  |  |                                        |  |
|                                              |   | …                                          | …                                               |  |  |       |  |  |                                            |  |  |                                        |  |
|                                              |   | …                                          | …                                               |  |  |       |  |  |                                            |  |  |                                        |  |
| …                                            |   | …                                          |                                                 |  |  |       |  |  |                                            |  |  |                                        |  |
|                                              |   | …                                          | …                                               |  |  |       |  |  |                                            |  |  |                                        |  |
|                                              |   | …                                          | …                                               |  |  |       |  |  |                                            |  |  |                                        |  |
|                                              |   | …                                          | …                                               |  |  |       |  |  |                                            |  |  |                                        |  |
|                                              |   | …                                          |                                                 |  |  |       |  |  |                                            |  |  |                                        |  |